# Pointe des Mossettes
Pointe des Mossettes är en bergstopp i Schweiz.   Den ligger i distriktet Monthey och kantonen Valais, i den sydvästra delen av landet, 100 km sydväst om huvudstaden Bern. Toppen på Pointe des Mossettes är 2 277 meter över havet, eller 198 meter över den omgivande terrängen. Bredden vid basen är 1,9 km.
Terrängen runt Pointe des Mossettes är bergig åt sydost, men åt nordväst är den kuperad. Närmaste större samhälle är Monthey, 13,2 km nordost om Pointe des Mossettes. 
Trakten runt Pointe des Mossettes består i huvudsak av gräsmarker. Runt Pointe des Mossettes är det ganska glesbefolkat, med 26 invånare per kvadratkilometer.